# 外商独资企业
外商独资企业，也称外资企业，是中华人民共和国的一种企业形式，它属于三资企业的一种。
外资企业的全部资本是有外国投资者投入，它并不包括外国企业和其他经济组织在中国境内的分支机构，它可以是法人企业、也可以是经批准后的非法人企业。外资企业以认缴资本制，分期出资；三年内缴纳清，其中首次出资不得少于认缴的15%。
2020年1月1日，根据新施行的《中华人民共和国外商投资法》，“外商独资企业”这一企业类型被废除，并入外商投资企业；现有的中外合资企业将于5年过渡期内变更为新的类型。2023年8月13日，國務院發布《關於進一步優化外商投資環境加大吸引外商投資力度的意見》。